# Wealdenbatrachus
Wealdenbatrachus jucarensis
Genre
Espèce
Wealdenbatrachus est un genre fossile de grenouilles préhistoriques du Crétacé. Son espèce type est Wealdenbatrachus jucarensis et, en 2022, ce genre Wealdenbatrachus est resté monotypique.

## Présentation
L'espèce Wealdenbatrachus jucarensis a été décrite par Brigitte Fey (d) en 1988.
Wealdenbatrachus jucarensis connue du Crétacé inférieur à Uña, en Espagne, qui fait partie de la Formation de La Huérguina. Son anatomie et ses relations phylogéniques ont récemment été revisitées, constatant que cette grenouille pourrait être un sauteur compétent, et que c'était une grenouille primitive proche de l'ascendance de toutes les grenouilles modernes.